# Ayas Pasza
Ayas Pasza, tur.: Ayas Mehmet Paşa (ur. 1483, zm. 13 czerwca 1539) – polityk i dowódca wojskowy, wielki wezyr Imperium Osmańskiego od 14 marca 1536 do 13 czerwca 1539.

## Życiorys
Był Albańczykiem z pochodzenia i urodził się we Wlorze lub w Himarze. Jego ojciec pochodził ze Szkodry na północy Albanii a matka z Wlory. Przyjął islam pod imieniem Mehmed.
W 1514 roku Ayas Pasza uczestniczył w bitwie na równinie Czałdyran, gdzie osmańska armia pod dowództwem sułtana Selima Groźnego rozgromiła irańskie wojsko pod wodzą safawidzkiego szacha Isma'ila I. W 1515 roku uczestniczył w zdławieniu buntu władcy bejliku Dulkadir. W latach 1516–1517 Ayas Pasza brał udział w wojennych kampaniach Selima w Syrii i Egipcie.
W 1517 roku został powołany na stanowisko dowódcy korpusu janczarów. W 1519 roku Ayas Pasza został gubernatorem Kastamonu. W 1520 roku sułtan Sulejman Wspaniały wyznaczył go na bejlerbeja Anatolii. W marcu 1521 roku po stłumieniu syryjskiego powstania Gazali został berlejbejem Damaszku. Później przeniesiono go na stanowisko berlejbeja Rumelii, a w 1523 roku został wezyrem Dywanu.
W 1525 roku sułtan Sulejman Wspaniały mianuje go na stanowisko Kubbe wezyra. Ayas Pasza był stronnikiem sułtanki Hürrem, żony sułtana Sulejmana.
W marcu 1536 roku po straceniu wielkiego wezyra Ibrahima Paszy, Ayas Pasza został nowym Wielkim Wezyrem Imperium Osmańskiego.
13 maja 1536 roku sułtan Sulejman wydał swoją siostrę Beyhan Sultan za Ayasa Paszę. Beyhan Sultan urodziła paszy dwie córki. W czasie sprawowania funkcji wielkiego wezyra Ayas Pasza nie interesował się szczególnie sprawami Dywanu, wolał rozrywki we własnej posiadłości, która obecnie znajduje się na placu Taksim w Stambule.
Ayas Pasza uczestniczył w pięciu wojennych kampaniach armii osmańskiej pod dowództwem sułtana Sulejmana Wspaniałego (Buda, Wiedeń, Tebriz, Bagdad i Rzym). W 1539 roku w Imperium Osmańskim wybuchła epidemia dżumy, w wyniku której Ayas Pasza umarł. Następnym wielkim wezyrem został Lütfi Pasza.

## W kulturze
Ayas Pasza jest postacią w tureckim hicie eksportowym Wspaniałe stulecie. W rolę tę wcielił się Fehmi Karaarslan.